# Sous le ciel d'Alice
Pour plus de détails, voir Fiche technique et Distribution.
Sous le ciel d'Alice est un film français réalisé par Chloé Mazlo, dont c'est le premier long-métrage. Le film a été sélectionné dans plusieurs festivals, particulièrement la 59e édition de la Semaine de la critique au Festival de Cannes, en 2020.
Il a reçu le prix du « Meilleur premier film français » remis pour l'année 2021 par le Syndicat Français de la Critique de Cinéma. Il a également été nommé à la 27e édition des Lumières de la Presse Internationale dans la catégorie Meilleur Premier Film en 2021.

## Synopsis
Dans les années 1950, Alice quitte la Suisse pour le Liban. Elle y tombe follement amoureuse de Joseph. Ce dernier est un  astrophysicien rêvant d'envoyer le tout premier Libanais dans l'espace. Alice trouve vite sa place dans la famille de Joseph. Cependant, après quelques années de dolce vita, ce paradis est remis en question par la guerre.

## Fiche technique
Sauf indication contraire, les informations mentionnées dans cette section peuvent être confirmées par la base de données cinématographiques IMDb,  présente dans la section « Liens externes ».
- Titre original français : Sous le ciel d'Alice
- Titres anglophones : Under Alice's Sky et Skies of Lebanon
- Réalisation : Chloé Mazlo
- Scénario : Chloé Mazlo et Yacine Badday
- Photographie : Hélène Louvart
- Décors : Aurélien Maillé
- Costumes : Alexia Crisp-Jones
- Son : François Boudet (ingénieur du son), Damien Boitel (montage son), Xavier Thieulin (mixage)
- Montage : Clémence Carré
- Musique : Bachar Mar-Khalifé
- Direction de production : Julien Flick
- Production : Frédéric Niedermayer
- Sociétés de production : Moby Dick Films ; avec le soutien du CNC ; avec la participation de Canal+, Ciné+, Arte France ; en association avec Indéfilms 8 et Cinémage 14
- Société de distribution : Ad Vitam
- Format : couleur — 1,85:1 — son 5.1
- Pays de production :  France
- Langue originale : français
- Genre : comédie dramatique
- Durée : 90 minutes
- Dates de sortie[3] : 
  - France : 30 août 2020 (festival du film francophone d'Angoulême) ; 30 juin 2021 (sortie nationale)

## Distribution
- Alba Rohrwacher : Alice Kamar
- Wajdi Mouawad : Joseph Kamar
- Isabelle Zighondi : Mona Kamar
- Mariah Tannoury : Mimi
- Jade Breidi : Tony
- Odette Makhlouf : Amal
- Hany Tamba : Georges
- Charbel Kamel : Walid
- Ziad Jallad : Selim
- Darina Al Joundi : Rima
- Nadine Naous : le cèdre
- Robert Mazlo : l'archevêque
- John Chelhot : Fady
- Greta Zighondi : Hoda
- Chloé Zighondi : Nada
- Cécile Moubarak : Raymonde
- Ishac Diwan : le journaliste TV
- Joëlle Abou Chabke : l'institutrice à la télévision

## Production

### L'écriture
Sous le ciel d'Alice est librement inspiré du récit familial de la réalisatrice Chloé Mazlo. Le personnage d'Alice est ainsi basé sur sa grand-mère, suisse, partie officier à Beyrouth en tant que nurse dans les années 50. Le scénario a été écrit avec Yacine Badday (coscénariste de deux films précédents de la réalisatrice) et en partie développé au sein de différentes résidences d'écriture (Groupe Ouest, Moulin d'Andé). Le film a été produit par Frédéric Niedermayer, de Moby Dick Films.
Le récit a pour principal contexte historique les deux premières années de la Guerre du Liban, au sein du quartier d'Achrafieh à Beyrouth. Plusieurs évènements de conflit viennent irriguer le film, mais ne sont jamais expliqués frontalement: la fusillade d’avril 1975, considérée aujourd’hui comme le basculement dans la guerre civile est ainsi évoquée, tout comme le bombardement du centre historique en septembre de la même année qui a entamé la lente "partition" de Beyrouth. C'est également le cas de l’intervention de la Syrie dans la paix fragile de 1976 ou de l’assassinat de Kamal Joumblatt en mars 1977 (bien que ce dernier ne soit pas nommément cité dans le film). En revanche, le projet de fusée de Joseph est un hommage fictionnel au projet libanais de fusées "Cèdres", interrompu à la fin des années 60.

### Tournage
Pour le dramaturge Wajdi Mouawad qui interprète Joseph, le tournage a activé, par les costumes et les accessoires, une série incessante de madeleines de Proust. Le tournage a fait ressurgir des pans de son enfance du brouillard dans lequel ils étaient plongés. L'acteur en a ainsi retrouvé beaucoup à la faveur de cette plongée, par la fiction, dans le début de la guerre civile libanaise, depuis son départ du pays à l'âge de neuf ans.
Le tournage a eu lieu du 18 novembre 2019 au 24 janvier 2020. Les scènes en appartement ont été tournées aux studios de Bry sur Marne et les extérieurs à Chypre. Le film a été tourné en pellicule super 16 (Kodak), un choix fait suite aux premiers échanges avec la cheffe opératrice, Hélène Louvard, dans le but se rapprocher de l’archétype de la photo de famille des années 70 et appuyer le coté anti-naturaliste du film.

« Le grain du super 16 permet de laisser au spectateur deviner des choses : les traits des visages ne sont pas trop lisses, ils sont au contraire flous, vaporeux. Le super 16 fait disparaître cette impression de raideur pour laisser place à ce que les Italiens appellent le « sfumato » en histoire de l'art : un contour enveloppé, des couleurs adoucies, qui, dans ce film, ont aidé les acteurs, les décors et les costumes à se fondre ensemble. »

— Chloé Mazlo.
Le film comporte plusieurs scènes en animation (stop-motion, pixilation…), technique de prédilection de la réalisatrice qui a fait le choix de l'utiliser « comme un effet spécial, et en aucun cas de manière systématique. Il était évident qu’avec ce récit, la mixité des techniques prenait tout son sens ».
Aurélien Maillé, chef décorateur du film, et Chloé Mazlo ont étudié ensemble à la HEAR de 2002 à 2007. Ils avaient également collaboré sur plusieurs courts métrages. L’appartement de la famille Kamar a été pensé comme le souvenir d’un paradis perdu, nourri par des références de photos de familles et par les rares images d’actualités françaises retrouvées à l’INA. Aurélien Maillé a voulu un appartement ouvert, à la géométrie claire, afin que le spectateur puisse vite s’y retrouver et s’y sentir chez lui. Ainsi, l’arrivée de la famille et l’invasion de cet espace au cours du film sont encore plus prononcées par la nature du décor. De la même manière, le vide laissé par les départs successifs est plus fort et contribue à rendre plus marqué l’isolement ultérieur du couple. Chloé Mazlo et lui ont eu envie de travailler de manière artisanale en recourant le moins possible à des effets spéciaux numériques. Par exemple, la conversation téléphonique en split screen (entre Georges et Amal) est tournée avec deux moitiés de décor accolées plutôt qu'avec le tournage en deux temps des acteurs, dans des décors séparés, comme c'est le cas usuellement.

### Musique
Pour Sous le ciel d'Alice, la réalisatrice a contacté le compositeur  Bachar Mar-Khalifé en amont du tournage, au moment de l'écriture du film, après l'avoir vu en concert à l'Institut du monde arabe. Elle lui a également proposé de composer la musique de son court-métrage Asmahan. Quelques scènes du film ont été tournées avec des maquettes préparées pour des scènes spécifique (à l'image de l'audition au piano de Mona, la fille d'Alice et Joseph) et le compositeur est venu sur le plateau jouer le rôle du militaire qui interprète Mona's song.

## Accueil

### Sortie et Festivals
Le film a été sélectionné à la 59e édition de la Semaine de la critique au Festival de Cannes en 2020 et a fait son avant-première au festival du film francophone d'Angoulême. La sortie salles en France a eu lieu le 30 juin 2021 en France. Elle a été suivie de sorties en salles dans différents pays, particulièrement le Liban (le 2 décembre 202), mais aussi l'Italie, l'Australie, etc.

### Critiques
Sous le ciel d'Alice est bien accueilli dans la presse
- Télérama : "Un premier film émouvant, que des séquences d'animation teintent de fantaisie"[14]
- Le Figaro : "un premier film audacieux, vif et coloré"[15]
- Le Monde : "Merveilleux"[16]
- Le Parisien : "un film romantique, gracieux et singulier"[17]
- L'Obs : "une pépite poétique"[18]
- Première : "Audacieux et parfaitement orchestré "[19]
- Radio Nova : "Au moment où la catastrophe libanaise passe sous les radars, une attachante romance orientale ravive ses douleurs"[20]
- L'Orient le jour : "une trame à la texture profondément émotionnelle"[21]
- Ouest France : "Un premier film a un romantisme et un charme fou"[22]
- Les Inrocks : "un premier film a la créativité débordante"[23]
- Voici : "A la fois chronique sociale sur fond de drame et de romance solaire pleine de tendresse. Une réussite"
- Bande à part : "Une fiction très inventive, où la fantaisie et la poésie viennent tordre le cou à la violence du réel "[24]
- Les Echos : "Un récit singulier et poétique"[25]
- La Croix : "Une œuvre qui allie harmonieusement séquences d'animation pleines de fantaisie et prises de vue réelles loin de tout naturalisme"[26]
- Psychologie Magazine : "un mélange de pudeur et de poésie"[27]
- Le Pèlerin : "Un admirable exercice de funambulisme entre réel et poésie"

## Distinctions

### Prix
- Prix du Meilleur Premier Film français, remis en 2021 par le Syndicat Français de la Critique de Cinéma
- Grand Prix du film francophone au Festival international du film francophone de Tübingen | Stuttgart (2021)
- Prix France 24 - XIème édition du festival Rendez-Vous, appuntamento con il nuovo cinema francese (2021)
- Mention spéciale du Jury, dans la section prospective de l'Efebo d'Oro (2021)
- Mention Spéciale du Jury "Arab feature", Narrative competition au Amman International Flm Festival (2021)

### Nominations
- 27è édition des Lumières de la Presse Internationale: nommé dans la catégorie Meilleur Premier Film

### Sélections
- Festival de Cannes 2020 : sélection à la 59e édition de la Semaine de la critique
- Festival du Cinéma Méditerranéen de Montpellier 2020
- Festival du Film de Cabourg 2021 - Section Ciné Swann
- Festival du Film de Sarlat 2020- Sélection Tour du Monde
- Rendez-vous with French Cinema in New York 2021
- Festival de cinéma Indépendance(s) et Création d'Auch - Ciné 32 en 2020
- Festival international de Valence - Scénaristes et Compositeurs en 2021
- Festival de films francophones Cinemania de Montreal 2021
- Festival international du Premier Film d'Annonay 2021
- 49è édition du Festival international du film de La Rochelle 2021